# Liste der denkmalgeschützten Objekte in Hartmanice
Grundlage dieser Liste der denkmalgeschützten Objekte in Hartmanice ist die ÚSKP-Liste (Ústřední seznam kulturních památek České republiky, deutsch Zentrale Liste der Kulturdenkmäler der Tschechischen Republik), die von der tschechischen Denkmalschutzbehörde NPÚ (Národní památkový ústav, deutsch Nationale Denkmalbehörde) seit 1987 geführt wird und an die seit dem Jahr 1850 geschaffenen Listen anschließt.

## Denkmalgeschützte Objekte nach Ortsteilen

### Hartmanice
| Lage                                                                                     | Objekt                        | Beschreibung | ÚSKP-Nr.                  | Bild           |
| ---------------------------------------------------------------------------------------- | ----------------------------- | --- | ------------------------- | -------------- |
| Hartmanice, an der Verbindungsstraße nach Petrovice (Standort)                           | Synagoge                      | Die ehemalige Synagoge wurde in den 1880er Jahren im historisierenden Stil erbaut. Einer der wenigen erhaltenen jüdischen Gebetsräume im Böhmischen Wald. | 101975 Info Katalog       | weitere Bilder |
| Hartmanice, Hartmanice 37 (Standort)                                                     | Gehöft Nr. 37                 | Vorgebirgsarchitektur aus dem 2. Viertel des 19. Jahrhunderts mit einem Backsteinhaus und zugehörigen Wirtschaftsgebäuden. Das Wohngebäude hat eine Veranda. | 15572/4-2881 Info Katalog | Gehöft Nr. 37  |
| Hartmanice, Westhang des Hamižná, Hartmanice I, Hartmanice II, Kundratice II. (Standort) | Goldwaschgebiet               | Bedeutende und umfassende Belege für den mittelalterlichen Goldabbau in der Region Šumava. | 19582/4-4051 Info Katalog | BW             |
| Hartmanice, Hauptplatz (Standort)                                                        | Brunnen                       | Ein quadratischer Steinbrunnen aus dem Jahr 1884 mit einer prismatischen Säule, die eine Schüssel trägt. Ein Beispiel für die Wasserwirtschaft der Stadt aus der zweiten Hälfte des 19. Jahrhunderts. Diese Art des Brunnens wurde in dieser Gegend oft verwendet. | 45428/4-2883 Info Katalog | weitere Bilder |
| Hartmanice, Hauptplatz (Standort)                                                        | Kirche der Heiligen Katharina | Kirche gotischen Ursprungs aus dem 14. Jahrhundert. Aus der Blütezeit des Goldabbaus. Das breite und relativ kurze Kirchenschiff mit der Stützmauer der Nord- und Südwände lässt auf einen älteren Vorgängerbau schließen.                                         | 34665/4-2880 Info Katalog | weitere Bilder |

### Dobrá Voda
| Lage                  | Objekt             | Beschreibung | ÚSKP-Nr.                  | Bild           |
| --------------------- | ------------------ | --- | ------------------------- | -------------- |
| Dobrá Voda (Standort) | Kirche St. Gunther | Eine einschiffige Barockkirche mit einem prismatischen Turm an der Ostwand des Presbyteriums, die in mehreren Bauphasen an der Stelle einer älteren Holzkapelle errichtet wurde. Vor der Kirche befindet sich eine achteckige Kapelle. | 22475/4-2857 Info Katalog | weitere Bilder |

### Dolejší Krušec
| Lage                      | Objekt         | Beschreibung | ÚSKP-Nr.                  | Bild |
| ------------------------- | -------------- | --- | ------------------------- | ---- |
| Dolejší Krušec (Standort) | Schloss Krusec | Kleines feudales Barockschloss aus dem 17. Jahrhundert, das aus der ursprünglichen Renaissancefestung wieder aufgebaut wurde. Ende des 18. Jahrhunderts um die Schlosskapelle des Hl. Johannes von Nepomuk und den Turm erweitert. Das Ensemble wird durch Wirtschaftsgebäude und einen Landschaftspark ergänzt. | 46935/4-2884 Info Katalog | BW   |

### Dolejší Těšov
| Lage                                      | Objekt                | Beschreibung | ÚSKP-Nr.                  | Bild           |
| ----------------------------------------- | --------------------- | --- | ------------------------- | -------------- |
| Dolejší Těšov, Dolejší Těšov 1 (Standort) | Schloss Dolejší Těšov | Ein Beispiel für eine ländliche feudale Siedlung mit Wirtschaftsgebäuden. Barockschloss aus dem Ende des 17. Jahrhunderts, erbaut auf den Überresten einer Renaissancefestung aus der zweiten Hälfte des 16. Jahrhunderts, ergänzt Mitte des 18. Jahrhunderts durch eine Schlosskapelle. Moderne Reparatur nach dem Brand 1956. | 38767/4-2888 Info Katalog | weitere Bilder |

### Karlov
| Lage                                               | Objekt | Beschreibung | ÚSKP-Nr.            | Bild           |
| -------------------------------------------------- | ------ | --- | ------------------- | -------------- |
| Karlov, Einöde Karlov (ohne Hausnummer) (Standort) | Villa  | Neorenaissance-Villenensemble mit romantischen Elementen, erbaut Ende des 19. Jahrhunderts. als Sommerresidenz auf dem Gelände eines ehemaligen Berghauses. Park mit einem Brunnen und einer Markuskapelle. | 105040 Info Katalog | weitere Bilder |

### Chlum
| Lage                      | Objekt        | Beschreibung | ÚSKP-Nr.                  | Bild |
| ------------------------- | ------------- | --- | ------------------------- | ---- |
| Chlum, Chlum 1 (Standort) | Schloss Chlum | Klassizistisches Schloss mit Hof und Park. Zweistöckiges Herrenhaus mit Mansardendach und Turm auf dem Dachfirst. Im Inneren eine Karl-Borromäus-Kapelle. | 19046/4-2889 Info Katalog | BW   |

### Kochánov
| Lage                             | Objekt                 | Beschreibung | ÚSKP-Nr.            | Bild |
| -------------------------------- | ---------------------- | --- | ------------------- | ---- |
| Kochánov, Kochánov 22 (Standort) | Busil / Kriegseisenhof | Eines der wenigen erhaltenen Gehöfte in Šumava, das bereits Mitte des 17. Jahrhunderts in historischen Quellen erwähnt wurde. Typisches Beispiel eines Hauses vom Typ Šumava mit Fachwerkkonstruktionen, trapezförmigem Giebel und Glockenturm. | 101779 Info Katalog | BW   |

### Kundratice
| Lage                                | Objekt             | Beschreibung | ÚSKP-Nr.                  | Bild           |
| ----------------------------------- | ------------------ | --- | ------------------------- | -------------- |
| Kundratice, Kundratice 1 (Standort) | Schloss Kundratice | Kleines Adelshaus mit einem Renaissance-Erdgeschoss und einem Empire-Stockwerk mit erhaltenen gewölbten Innenräumen. Ein wesentlicher Bestandteil des Ensembles sind ein gemauerter Getreidespeicher aus der Mitte des 19. Jahrhunderts und ein Landschaftspark. | 35302/4-2892 Info Katalog | weitere Bilder |

### Loučová
| Lage                                                                       | Objekt  | Beschreibung | ÚSKP-Nr.                  | Bild |
| -------------------------------------------------------------------------- | ------- | --- | ------------------------- | ---- |
| Loučová, innerhalb der Umfassungsmauer des ehemaligen Schlosses (Standort) | Kapelle | Rechteckige Kapelle, mit dreieckigem, barockem Giebel und polygonalem Glockenturm auf dem Dachfirst. Ein Beispiel einer barocken Landschlosskapelle aus der zweiten Hälfte des 18. Jahrhunderts. | 28787/4-2894 Info Katalog | BW   |

### Mochov
| Lage                                                          | Objekt     | Beschreibung | ÚSKP-Nr.                  | Bild       |
| ------------------------------------------------------------- | ---------- | --- | ------------------------- | ---------- |
| Mochov, Mochov 10, auf der Einöde im Pekelském Tal (Standort) | Sterzmühle | Zweistöckiges Fachwerkhaus mit Veranda und originaler technischer Ausstattung. Ein gutes Beispiel barocker Volksarchitektur aus dem Šumava aus der zweiten Hälfte des 18. Jahrhunderts. | 32701/4-4156 Info Katalog | Sterzmühle |